# إرنست فرانسوا فورنير
إرنست فرانسوا فورنير (بالفرنسية: François Ernest Fournier)‏ هو دبلوماسي فرنسي، ولد في 23 يونيو 1842 في تولوز في فرنسا، وتوفي في 6 نوفمبر 1934 في باريس في فرنسا.